# Þorvaldsfjall
Þorvaldsfjall är ett berg i republiken Island. Det ligger i regionen Norðurland vestra, 160 km norr om huvudstaden Reykjavík. Toppen på Þorvaldsfjall är 429 meter över havet, eller 233 meter över den omgivande terrängen. Bredden vid basen är 3,1 km.
Trakten runt Þorvaldsfjall är nära nog obefolkad, med mindre än två invånare per kvadratkilometer. Närmaste större samhälle är Hvammstangi, nära Þorvaldsfjall. Trakten runt Þorvaldsfjall består i huvudsak av gräsmarker.